# Hutong

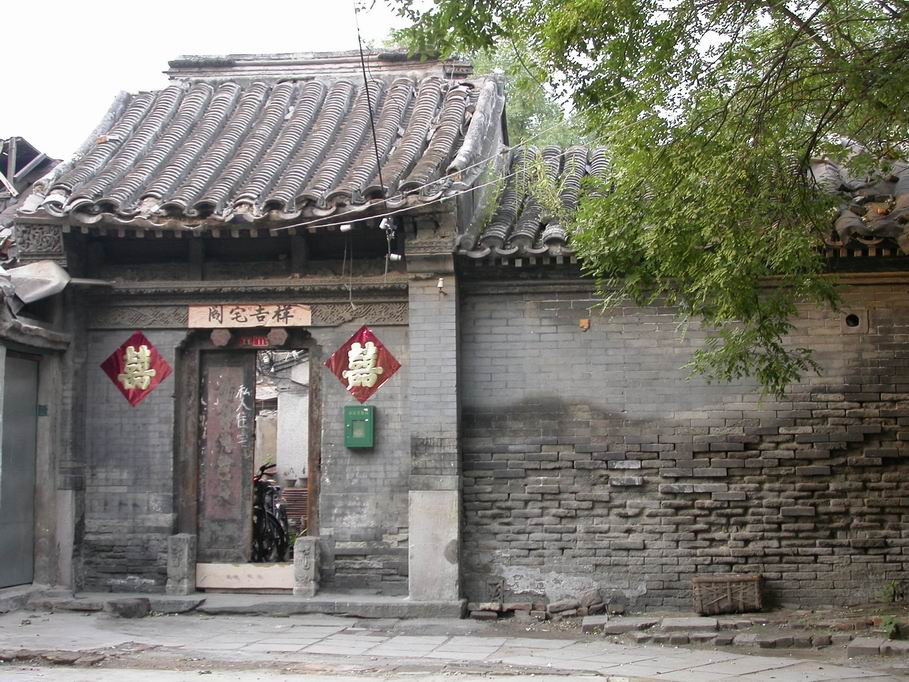
En port i en hutong i Peking.

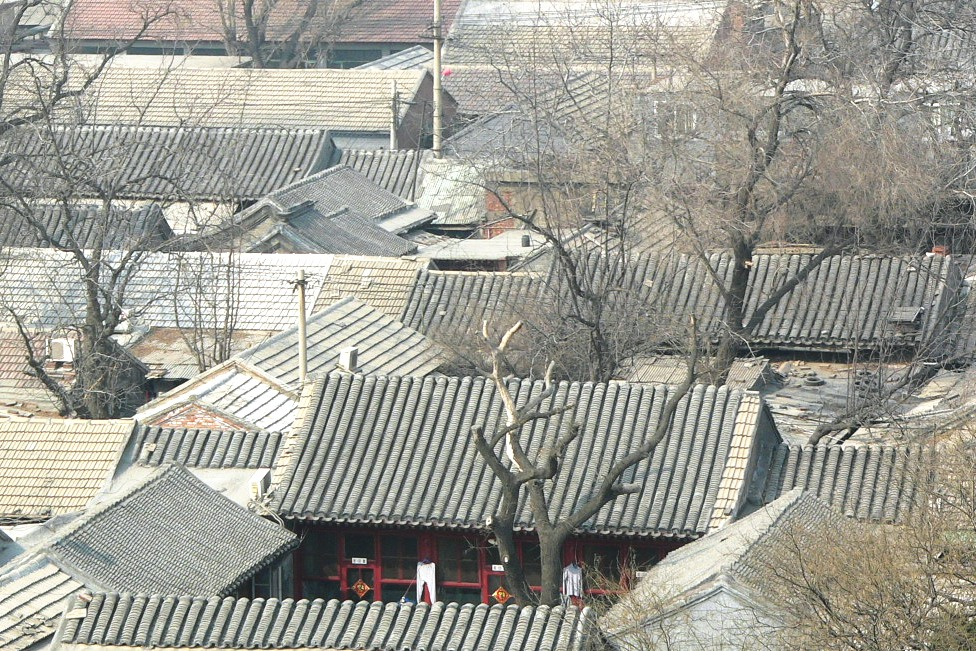
Vy över några innegårdar formade av hus på fyra sidor.

Hutong (胡同, hútóng) är smala gator eller gränder, främst förknippade med Peking och andra nordkinesiska städer. Hutongerna löper huvudsakligen i öst-/västlig riktning. Ofta leder portarna från hutongerna till Siheyuan (四合院, sìhéyuàn) som är innergårdar omslutna av fyra hus. Porten bör vara mot söder, baserat på feng shui.
Pekings hutonger har sitt ursprung från Yuandynastin (1271–1368), då mongolerna under Khubilai khan år 1267 grundade det vägnät, som än i dag existerar i centrala Peking. Pekings hutonger är vanligen över 700 m långa i öst-/västlig riktning och har en delning på drygt 70 m i nord-/sydlig riktning.
Ursprunget till ordet "hutong" är omstritt. En vanlig förklaring är att det kommer från mongoliska qudugh som betyder "vattenbrunn". Andra tror att "hutong" kommer från uttalet av ordet "xiang" (gränd), vilket underHandynastin (206 f.Kr.–220 e.Kr.) uttalades "hong", eller uppdelat "hu dong". Under Mingdynastin (1368-1644) skrevs hutong 衚衕, det vill säga med tecknet 行 (att gå), som omslöt tecknen i 胡同 för att indikera att hutong är var människor går. Under Qingdynastin (1644-1912) förenklades stavningen till dagens 胡同.
Ett stort antal hutonger i Peking har under senare år rivits som en del i stadens arbete med att höja lokalbefolkningens boendestandard och som en del av förberedelserna för de Olympiska spelen 2008 i staden. Peking har bland annat kritiserats av företrädare för Unesco, FN:s organisation för utbildning, vetenskap och kultur. Ett flertal lokala protestgrupper har bildats för att protestera mot rivningen av Pekings historiska bebyggelse. 